# Точинов, Виктор Павлович
Ви́ктор Па́влович То́чинов (16 июня 1966, Ленинград — 13 апреля 2023, Санкт-Петербург) — русский писатель-фантаст, работавший преимущественно в жанре ужасов.

## Биография
В 1989 году окончил Ленинградский институт авиаприборостроения (ныне — ГУАП), получил звание лейтенанта, четыре года работал на военных объектах в Средней Азии (военный городок в его романе «Великая Степь» описан с натуры). В 1993 году вернулся к мирной жизни. За последующие 10 лет сменил полдюжины профессий;
- 1995 год — дебютировал в литературе двумя сборниками стихов.
- с 1999 года — пишет прозу.
- с 2003 года — профессиональный писатель:
  - в этом же году на всеевропейском конвенте «EuroCon» (проходил в г. Турку, Финляндия) был признан лучшим молодым автором от России.
- 2005 год — дипломант АБС-премии за эссе «Уравнение с тремя неизвестными».

Под своей фамилией и несколькими псевдонимами выпустил несколько романов, повестей, рассказов и циклов книг.
Скончался 13 апреля 2023 года от лёгочной тромбоэмболии.